# 譙城区
譙城区（しょうじょう-く）は、中華人民共和国安徽省亳州市に位置する市轄区。

## 行政区画
- 街道:花戯楼街道、薛閣街道、湯陵街道
- 鎮:古井鎮、芦廟鎮、華佗鎮、魏崗鎮、牛集鎮、顔集鎮、五馬鎮、十八里鎮、譙東鎮、十九里鎮、沙土鎮、観堂鎮、大楊鎮、城父鎮、十河鎮、双溝鎮、淝河鎮、古城鎮、竜揚鎮、立徳鎮
- 郷:張店郷、趙橋郷